# Stuff
Stuff es una revista de entrevistas, reportajes gráficos y artículos dirigida a un público principalmente masculino.

## En Estados Unidos
Publicada por la empresa Dennis Publishing, Stuff es la revista hermana de Maxim y su público objetivo son hombres de entre 18 y 30 años. Estos son atraídos con reportajes gráficos de mujeres semidesnudas, secciones de humor, trivia y reseñas sobre productos como computadoras, automóviles deportivos, videojuegos, teléfonos móviles, etc.
Aunque la versión estadounidense de Stuff no contiene desnudez, ha sido considerada como pornográfica por algunas tiendas como Wal-Mart, la cual prohibió su comercialización en sus establecimientos. Las entrevistas suelen ser a populares actrices, cantantes, modelos y profesionales de la lucha libre.
La Stuff de Estados Unidos dejó de ser publicada tras la edición de octubre de 2007, cuando se convirtió en una sección especial de la revista Maxim. Ésta, junto con la revista Blender, comenzó a ser entregada a los suscriptores de Stuff en reemplazo.

## En el Reino Unido
La versión británica de Stuff, publicada por Haymarket Consumer Publications Ltd, está dirigida principalmente a consumidores de gadgets e incluye reportajes sobre tecnología, automóviles y moda masculina, entre otros temas. Tal como la edición estadounidense, la británica contiene imágenes de mujeres con poca ropa en su portada y en sus páginas centrales, pero no es considerada pornográfica.
Sus artículos abarcan diversos tópicos, como reseñas de productos como computadoras portátiles, reproductores de audio digital, cámaras digitales y publicidad. Secciones regulares son «Adrenaline junkie» -acerca de artículos tecnológicos futuros- y «Next big thing?» en la última página. «Hot Stuff» es el área de noticias sobre nuevos o venideros productos. La lista «Top 10s» se ubica en la contraportada y en ella aparecen resproductores multimedia portátiles, teléfonos, computadoras, laptops, cámaras digitales, televisores, videograbadores, hi-fi, home cinemas, videojuegos, hogar y deportes. Además cuenta con páginas dedicadas a la opinión de los lectores y la columna «My gadget life» que incluye una entrevista a un personaje célebre que narra cómo la tecnología lo ha ayudado.
La circulación de Stuff en el Reino Unido bordea las 100.000 copias mensuales, posicionándola como la primera revista de gadgets -y la sexta revista para hombres- mejor vendida del país. Su más cercana competidora es la publicación T3 de 2:1.